# 鹿野苑
鹿野苑（Sārnāth，梵語：सरङ्गनाद，saraṅga-nāthá，中文另名为仙人论处、仙人住处、仙人堕(降临)处、仙人鹿园等），位于印度北方邦瓦拉納西以北约10公里处，舊稱迦國，近世稱為貝那拉斯（Benares），即今之瓦拉那西（Varanasi）。在这里释迦牟尼第一次教授佛法，佛教的僧伽也在此成立。鹿野苑是佛教在古印度的四大圣地之一。

## 地名由来
按照詞源不同，鹿野苑的名稱可以分為三种：
- 印地語：，Sārnāth，源自梵語：सरङ्गनाद，saraṅga-nāthá，意为鹿王；
- 梵語：मृगदाव，mṛgá-dāva，巴利語：miga-dāya，意为鹿园；
- 梵語：ऋषिपतन，ṛṣi-patana，巴利語：isi-patana（常见于巴利藏），意为圣者降临之地。

在一个佛教典故中，菩萨化现为鹿王，为了保护鹿群，将自己献给了国王，而国王也因此感动，而建立了公园，以保护鹿群。该公园目前仍存在。

## 历史
释迦牟尼在菩提伽耶觉悟成佛后，来到鹿野苑，找到了原来的五位侍者，为其讲演四圣谛，他们五位因此有所证悟，随即出家为五比丘僧，是为佛教僧宝成就，佛、法、僧三寶至此圓滿集結成就。在接下来的雨季中，佛陀就在鹿野苑的牟拉甘陀库底精舍（mulagandhakuti vihara），僧团逐渐扩大到60人左右，后来佛陀派遣他们到各地弘法。

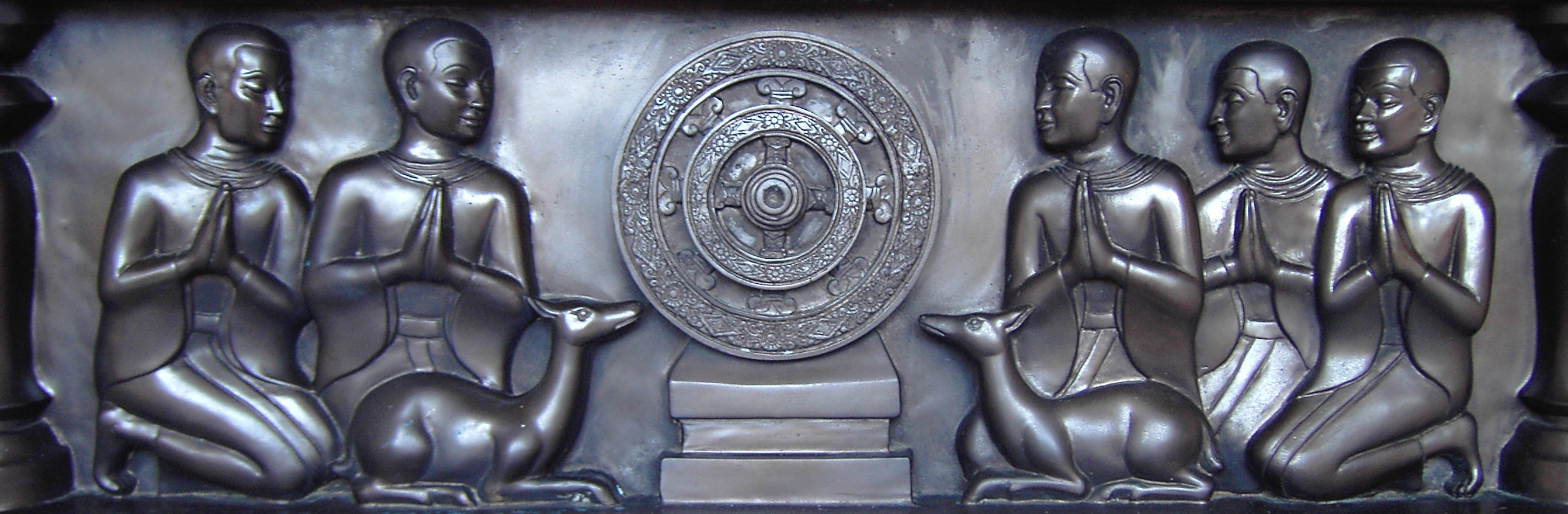
五比丘礼敬表征佛法的法轮

在当地国王与富商的支持下，佛教在鹿野苑附近传播开来。到公元3世纪时，鹿野苑已经成为重要的艺术中心，在笈多王朝时期（公元4世纪到6世纪），更是达到了顶峰。唐朝高僧玄奘于公元7世纪来到这里，见证了鹿野苑当时的盛况。
鹿野苑后来成为佛教正量部的一个中心，但在鹿野苑也发现了赫魯嘎（Heruka）与度母（Tara）的古迹，这说明佛教的金刚乘在此地也有过传播。(來源請求?)
12世纪后期，鹿野苑遭突厥穆斯林的劫掠，建筑等被严重破坏。

## 景观
在大唐大慈恩寺三藏法师传，对鹿野苑有这样的记载：

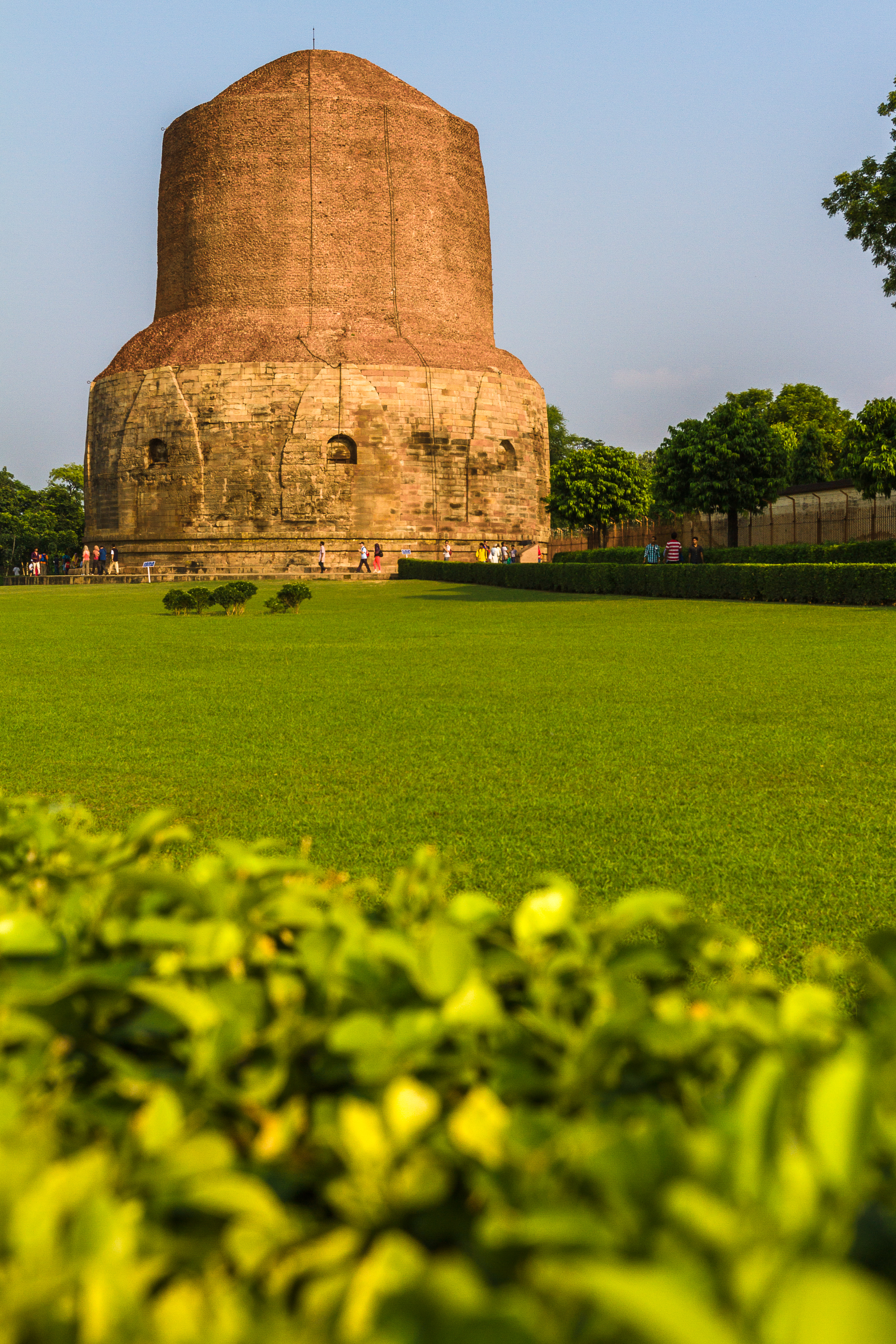
答枚克佛塔

至鹿野伽蓝。台观连云长廊四合。僧徒一千五百人。学小乘正量部。大院内有精舍。高百余尺。石阶砖龛层级百数。皆隐起黄金佛像。室中有鋀石佛像。量等如来身作转法轮状。精舍东南有石窣堵波。无忧王所建。高百余尺。前有石柱。高七十余尺。是佛初转法轮处。

鹿野苑的所有建筑被突厥人破坏殆尽，但答枚克佛塔（Dhamekh Stupa）却在废墟中保存了下来，塔高达39米，直径达28余米，属留存极少的阿育王时期建筑。牟拉甘陀库底精舍的废墟中标有佛陀在头一个雨季中的驻锡地，在这东面，就是1931年新建的根本香室精舍（Mulagandhakuti Vihara），那里有精美的壁画，介绍佛陀的生平，再后则是鹿园，仍有鹿群在那里生活。

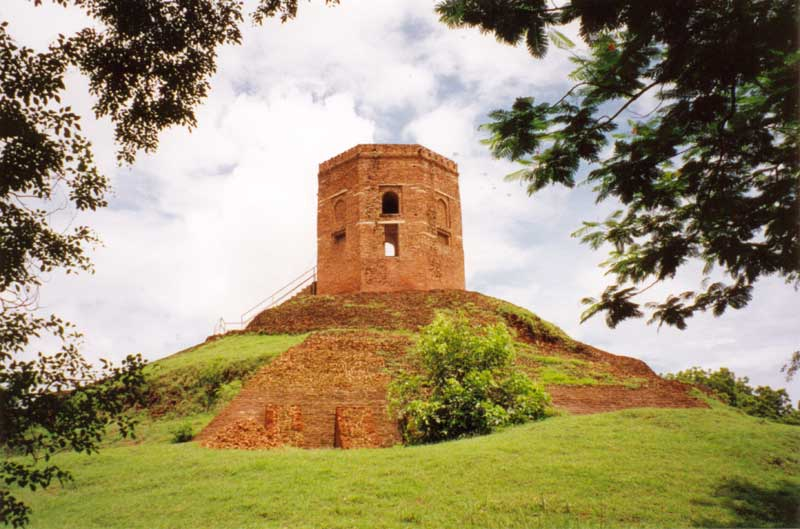
诏堪袛塔

阿育王石柱以前虽然被破坏过，但底部仍然在原址。原来的柱高达10多米，头部雕有四面狮像，该狮像现被作为印度国徽的图案。这段石柱的主要部分（2米多）目前保存在“鹿野苑考古博物馆”中，该馆建于1910年，另藏有一些有印度佛教艺术的珍宝，其中包括300多副图画。
诏堪袛塔（Chaukhandi Stupa），也称为五比丘迎佛塔，建于笈多王朝，原为覆缽型型，顶端的八角亭是莫卧尔帝国时（16世纪）所建。
鹿野苑也有一棵很大的菩提树，是出家人法護（Anagarika Dharmapala）从菩提伽耶的大菩提树上折枝移植而来。
除了根本香室精舍，鹿野苑目前的佛寺还有：
- 缅甸法轮寺，可追溯到1908年，是鹿野苑最早的外国佛寺，负责一部分旅游接待工作；
- 西藏高等研修中央学院，在印度前总理尼赫鲁和达赖剌嘛的倡议下于1967年兴建，由印度教育部文化局资助，是一所佛学院；
- 还有中华佛寺，以及泰国、日本的佛寺等。

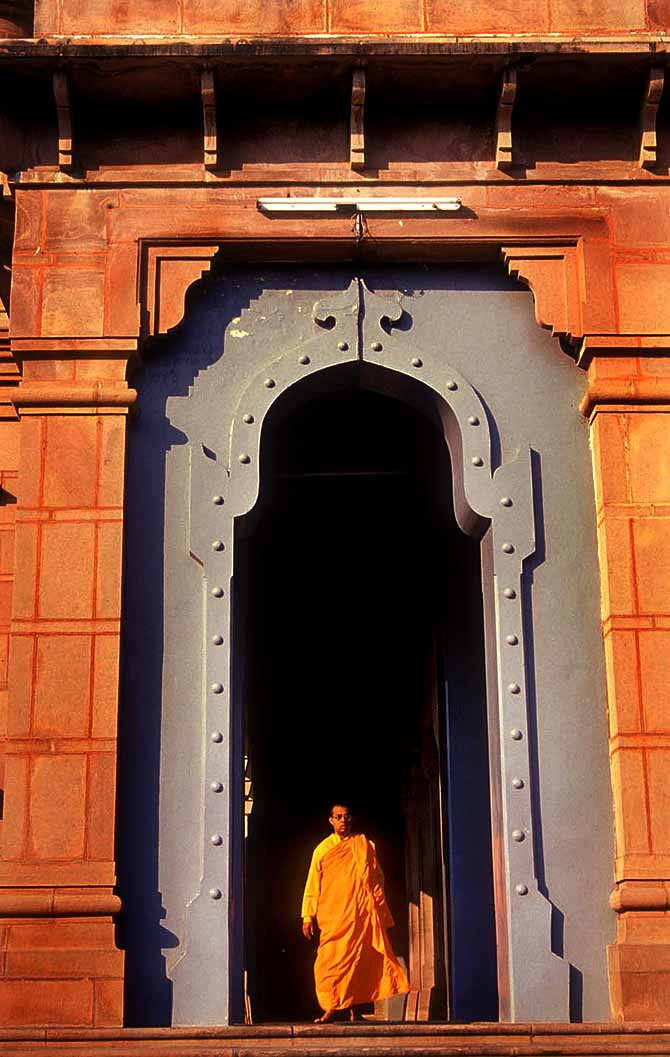
僧侣